# György Eszter
György Eszter (Budapest, 1982. július 16. –) történész, az Eötvös Loránd Tudományegyetem Bölcsészettudományi Kar Történeti Intézetének oktatója, az Atelier Interdiszciplináris Történeti Tanszék adjunktusa.
Kutatási témája a kisebbségi örökség, a roma kultúra és történelem, a roma kulturális szerveződés az államszocializmus időszaka alatt, a cigánytelep-felszámolás Budapesten az államszocializmus alatt.

## Tanulmányai
2006-ban végzett az Eötvös Loránd Tudományegyetem Bölcsészettudományi Karán magyar–francia szakon.
2008-ban Master 2 diplomát szerzett a párizsi École des hautes études en sciences sociales-en (témavezető: Nancy L. Green).
PhD-fokozatát 2013-ban szerezte meg az ELTE BTK Történeti Intézetének Atelier Interdiszciplináris Történeti Doktori Programján, témavezetője Sonkoly Gábor volt. Disszertációjának címe: A nyolcadik kerület: egy városnegyed identitása.

## Munkahelyek és oktatói tevékenység
2012 és 2017 között Erasmus Mundus konzorciumi koordinátor az ELTE BTK Atelier Interdiszciplináris Történeti Tanszéken, 2017 és 2020 között kutató/projektkoordinátor a REACH H2020-SC6-CULT-COOP-2017 nemzetközi projektben, 2020 és 2024 között kutató az UNCHARTED H2020-EU.3.6.3.2. nemzetközi projektben.
2017 óta egyetemi adjunktus az ELTE BTK Atelier Interdiszciplináris Történeti Tanszékén.
2024 januárjában vendégtanár a Paris 8 Egyetemen. 

## Főbb publikációi
- Authenticity and Hybridity in Roma Folk Music of Hungary. In: Translation, Adaptation, and Intertextuality in Hungarian Popular Music. Ed.: Ignácz, Ádám. Bern, Peter Lang, 2023.
- „Nem csak strandolni” – a balatonszemesi cigánytáborok története (1987–2002) Regio, 30. évf. (2023) 4. sz. 92–117.
- “Not just to go to the beach” - The history of the Gipsy camps in Balatonszemes (1987–2002). The Large Glass. Journal of contemporary art, culture and theory. Special Issue: Romani (In)visibility:  (2022) No.33/34 37–43.
- Roma Voices in History: A Sourcebook; Roma Civic Emancipation in Central, South-Eastern and Eastern Europe from the 19th Century until World War II. Edited by Elena Marushiakova and Vesselin Popov. Hungarian Historical Review, Vol. 10. (2021) No. 3. 598–600.
- Oláh, Gábor – György, Eszter: RE‐designing Access to Cultural Heritage for a wider participation in preservation, re‐use and management of European Culture: The best examples of V4 heritage management projects. In: Cultural Heritage Management and Protection in V4 Countries: Report. Eds.: Michał, Wiśniewski – Marek, Świdrak. Krakow, International Cultural Centre, 2021. 72–73.
- Köztes terek: A rendszerváltás utáni nyócker identitása. Budapest, L'Harmattan Kiadó, 2020. ISBN: 9789634146704
- Az emlékezet és a felejtés helyei: roma örökség Magyarországon. Korall Társadalomtörténeti Folyóirat, (2019) 75. sz. 46–61.
- An attempt to create minority heritage: The history of the Rom Som club (Rom Som cigányklub) (1972–1980). Romani Studies, Vol. 29. (2019) No. 2. 205–232.
- György, Eszter – Oláh, Gábor: The creation of resilient Roma cultural heritage. Case study of a bottom-up initiative from North-Eastern Hungary. socio.hu : Társadalomtudományi Szemle, (2018) Special issue in English No. 6.
- A kisebbségi kulturális örökség létrehozásának kísérlete: A Rom Som cigányklub története (1972–1980) In: Populáris zene és államhatalom – Tizenöt tanulmány. Szerk.: Ignácz Ádám. Budapest, Rózsavölgyi és Társa, 2017.